# 오공태
오공태(呉公太, 1946년 4월 ~ )는 제48대 재일본대한민국민단의 중앙 단장이다.

## 생애
일본 나가노현 이나시(伊那市) 출신. 메이지 대학 공학부 졸업. 1970~1972년 나가노현 스와시(諏訪市) 민단 지부 문교과장, 1972~1997년 스와시 민단 지부 사무부장, 나가노 한국청년상공회장, 나가노 민단 선전부장 등을 역임한 뒤 1997~2000년 스와 지부 지단장, 2005∼2006년 나가노 민단 단장, 2006~2012년 민단 중앙본부 부단장으로 활약했다. 2010년 4월부터는 동경한국학교 이사장을 겸임했다. 2012년 2월부터 제48대 민단 중앙 단장으로 선출됐다.

## 기타
- 재일 한국인 2세 출신 첫 민단 중앙 단장이다.